# 조적조

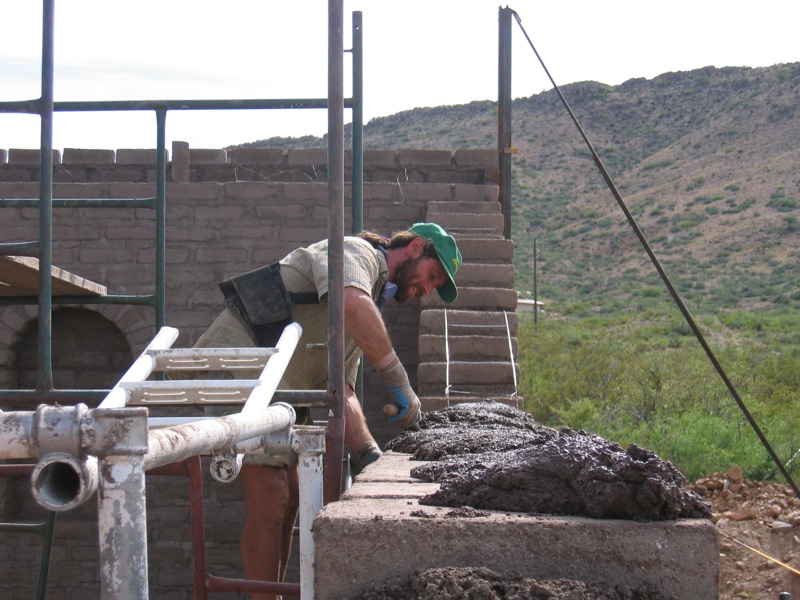

조적조(組積造, masonry)란 건축 양식 중 하나를 일컫는다. 돌, 벽돌, 콘크리트 블록 등으로 쌓아 올려서 벽을 만드는 건축 구조로 오래전부터 사용되었던 구조이다. 조적조 건물을 만드는 사람을 조적공(組積工, mason)이라고 한다.

## 역사
고대 이집트에서는 분묘 건축에 쓰였으며, 마스타바, 계단식 피라미드, 피라미드 등 3가지 양식이 있다. 구조적으로도 지진이 적은 서유럽 등에서는 뛰어난 아치나 돔 등이 오래전부터 완성되어 지금까지도 벽돌 구조 등은 널리 사용되고 있다.

## 특징
지진 등에 약하므로, 지진이 빈번한 지역에서는 적합하지 않다. 오늘날 내진성능을 요구하는 건물의 구조부에는 사용하지 않는다.